# سایمون کولیس
سایمون پاول کولیس (به انگلیسی: Simon Paul Collis؛ زادهٔ ۲۳ فوریهٔ ۱۹۵۶) دیپلمات بریتانیایی و سفیر این کشور در عربستان سعودی است.

## زندگی‌نامه
کولیس از ۱۹۶۷ تا ۱۹۷۳ در مدرسهٔ شاه ادوارد هفتم در شفیلد و سپس در کالج مسیح دانشگاه کمبریج به تحصیل پرداخت.
او صاحب مناصبی در بحرین، تونس، هندوستان، اردن، دبی، و بصره بوده‌است. او بین سال‌های ۲۰۰۴ و ۲۰۰۵ سرکنسول بریتانیا در بصره، از ۲۰۰۵ تا ۲۰۰۷ سفیر بریتانیا در قطر، و از ۲۰۰۷ تا ۲۰۱۲ سفیر بریتانیا در سوریه بود. پس از آنکه دولت بریتانیا کارمندانش را در فوریهٔ ۲۰۱۲ از سوریه بیرون کشید، او سوریه را ترک کرد. کولیس از ۲۰۱۲ تا سپتامبر ۲۰۱۴ سفیر بریتانیا در عراق بود. او در ۳ فوریهٔ ۲۰۱۵ به عنوان سفیر بریتانیا در عربستان، استوارنامه‌اش را به مقامات آن کشور تسلیم کرد.
او در سال ۲۰۱۴ به خاطر خدماتش به منافع بریتانیا در عراق و سوریه به «نشان سنت مایکل و سنت جورج» مفتخر شد.
کولیس در سال ۲۰۱۶ مناسک حج را به جا آورد و مبدل به اولین سفیر حج‌گزار بریتانیا پس از گرویدن به اسلام شد.